# Connie Sellecca
Connie Sellecca, pseudonimo di Concetta Sellecchia (New York, 25 maggio 1955), è un'attrice e modella statunitense.
Dopo l'attività da modella ha intrapreso una carriera di successo come attrice cinematografica e, soprattutto, di soap opera televisive.

## Biografia
Nata a New York da Primo Sellecchia, originario de L'Aquila e Marianna Acampora, si è trasferita a Pomona con la famiglia a 12 anni.
Ha frequentato le scuole superiori a Spring Valley, dove ha iniziato ad interessarsi alla recitazione. In seguito ha frequentato il Boston College ma si è ritirata prima del diploma, per iniziare la carriera come attrice.
È conosciuta per il ruolo di Pam Davidson nella serie televisiva Ralph supermaxieroe e nella parte di Christine Francis nel serial Hotel.
Per il cinema, il suo ultimo film è A Marriage Made in Heaven del 2022.
Connie Sellecca è sposata dal 1992 con John Tesh da cui ha avuto una figlia di nome Prima, chiamata così in omaggio a suo padre.

## Filmografia

### Cinema
- Eye of the Storm, regia di Robert Marcarelli (1992)
- Punch Drunk, regia di Stefan Haves - cortometraggio (1998)
- Mamma non baciare Babbo Natale (I Saw Mommy Kissing Santa Claus), regia di John Shepphird (2001)
- The Wild Stallion - Praterie Selvagge (The Wild Stallion), regia di Craig Clyde (2009)
- A Marriage Made in Heaven, regia di Robert Krantz (2022)

### Televisione
- I misteri delle Bermude (The Bermuda Depths), regia di Tsugunobu Kotani – film TV (1978)
- On Our Own – serie TV, episodio 1x17 (1978)
- Captain America II: Death Too Soon, regia di Ivan Nagy – film TV (1979)
- She's Dressed to Kill, regia di Gus Trikonis – film TV (1979)
- Angeli volanti (Flying High) – serie TV, 19 episodi (1978-1979)
- Alle soglie del futuro (Beyond Westworld) – serie TV, 4 episodi (1980)
- Detective per amore (Finder of Lost Loves) – serie TV, episodio 1x06 (1984)
- International Airport, regia di Don Chaffey e Charles S. Dubin – film TV (1985)
- Ralph supermaxieroe (The Greatest American Hero) – serie TV, 44 episodi (1981-1986)
- L'ultima avventura (The Last Fling), regia di Corey Allen – film TV (1987)
- L'assassino è su di noi (Downpayment on Murder), regia di Waris Hussein – film TV (1987)
- Hotel – serie TV, 115 episodi (1983-1988)
- Brotherhood of the Rose, regia di Marvin J. Chomsky – miniserie TV (1989)
- Tre minuti a mezzanotte (Turn Back the Clock), regia di Larry Elikann – film TV (1989)
- Volo 243 atterraggio di fortuna (Miracle Landing), regia di Dick Lowry – film TV (1990)
- People Like Us, regia di William Hale – film TV (1990)
- Mulberry Street, regia di Ellen Gittelsohn – film TV (1990)
- Palm Springs - Operazione amore (P.S.I. Luv U) – serie TV, 13 episodi (1991-1992)
- Una vita di segreti e bugie (A House of Secrets and Lies), regia di Paul Schneider – film TV (1992)
- Un'americana a Parigi (Passport to Murder), regia di David Hemmings – film TV (1993)
- Second Chances – serie TV, 9 episodi (1993-1994)
- Una donna due amori (She Led Two Lives), regia di Bill Corcoran – film TV (1994)
- Attrazione pericolosa (A Dangerous Affair), regia di Alan Metzger – film TV (1995)
- Disposta a tutto (The Surrogate), regia di Jan Egleson e Raymond Hartung – film TV (1995)
- Natale a sorpresa (A Holiday to Remember), regia di Jud Taylor – film TV (1995)
- La verità sepolta (While My Pretty One Sleeps), regia di Jorge Montesi – film TV (1997)
- Something Borrowed, Something Blue, regia di Gwen Arner – film TV (1997)
- Doomsday Rock, regia di Brian Trenchard-Smith – film TV (1997)
- Acque pericolose (Dangerous Waters), regia di Catherine Cyran – film TV (1999)
- Bob Patterson – serie TV, episodi 1x01-1x02 (2001)
- Anna's Dream, regia di Colin Bickley – film TV (2002)
- Natale, è sempre Natale! (All About Christmas Eve), regia di Peter Sullivan – film TV (2012)

## Doppiatrici italiane
- Roberta Greganti in Ralph supermaxieroe
- Rossella Izzo in Hotel
- Laura Boccanera in Palm Springs, operazione amore